# Animals (песня Nickelback)
«Animals» (рус. Животные) — песня канадской рок-группы Nickelback с альбома All the Right Reasons, выпущенная в качестве сингла 21 ноября 2005 года. Трек занял первое место в чарте Billboard Mainstream Rock США и 27-е место в Австралии.
Текст «Animals» рассказывает юмористическую историю о парне, который забирает свою девушку тайком от родителей после того, как ему вернули водительские права; они уезжают и занимаются сексом (название песни отсылает к их «дикому» поведению), но их застаёт отец девушки. Несмотря на то, что в плане аранжировки песня является стандартной для Nickelback и соответствует их звучанию, в вокале присутствуют элементы хип-хопа в лице речитатива.

## Список композиций
| №  | Название                 | Длительность |
| -- | ------------------------ | ------------ |
| 1. | «Animals»                | 3:03         |
| 2. | «Animals» (live)         | 3:50         |
| 3. | «Follow You Home» (live) | 4:21         |

## Чарты
| Чарт (2005—2006)                     | Высшая позиция |
| ------------------------------------ | -------------- |
| Австралия (ARIA)                     | 27             |
| Canada Rock Top 30 (Radio & Records) | 2              |
| США (Billboard Hot 100)              | 97             |
| США (Billboard Alternative Airplay)  | 16             |
| США (Billboard Mainstream Rock)      | 1              |

## Использованная литература
1. «Going for Adds». Radio & Records. No. 1633. November 18, 2005. p. 23.
2. «Nickelback — Animals». ARIA Top 50 Singles. Retrieved June 26, 2021.
3. «R&R Canada Rock Top 30» (PDF). Radio & Records. No. 1642. January 27, 2006. p. 63. Retrieved October 6, 2019.
4. «Nickelback Chart History (Hot 100)». Billboard. Retrieved June 26, 2021.
5. «Nickelback Chart History (Alternative Airplay)». Billboard. Retrieved June 26, 2021.
6. «Nickelback Chart History (Mainstream Rock)». Billboard. Retrieved June 26, 2021.